# 中国银行无锡分行
31°34′36″N 120°17′46″E / 31.57670°N 120.29615°E

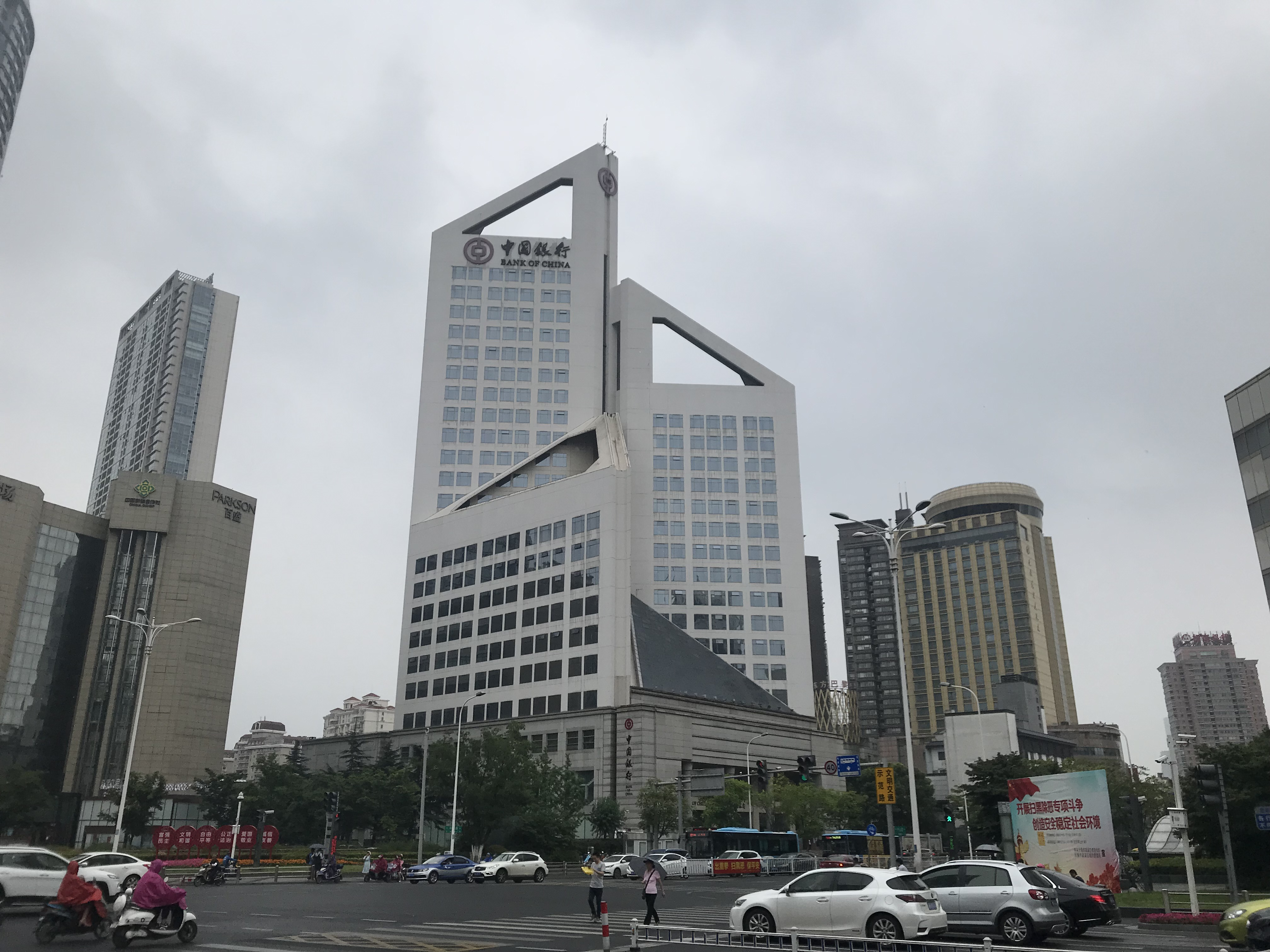
中银大厦的外景

中国银行无锡分行，是指中国银行驻中华人民共和国江苏省无锡市的分行总部，位于无锡市市中心三阳广场西南侧中山路258号。

## 沿革
1949年4月，无锡市军管会接管了当时中国银行无锡支行，迁至北塘大街，于6月1日复业。军代表乐宇声，经理于怀宝。1950年7月16日，遵照总行指示无锡不属外汇专业银行地区，并入人民银行，改称人民银行北塘办事处。1978年2月，鉴于无锡经济发展和出口贸易的增长，建立中国银行无锡办事处，对内是市人民银行国外业务科。1980年1月1日，经中国银行总行批准，正式成立中国银行无锡支行，隶属于中国银行南京分行领导。1981年1月，迁至健康路。1984年11月，无锡支行改名为中国银行无锡分行，1985年实行垂直分级管理。1986年4月12日，迁至五爱路无锡饭店内；同年12月迁至梁青路2号新大楼（今中行滨湖支行）。1987年5月，先后设立江阴、宜兴办事处，10月两办事处同时升格为支行。
1995年，中行无锡分行在三阳广场附近建设新大楼。

## 大楼
中国银行无锡分行大楼即无锡中国银行大厦，位于无锡市中心三阳广场中山路与人民路交叉口。大楼由无锡市建筑设计研究院设计，高98.9米、地上25层、地下2层，为钢筋混凝土结构。大楼外立面由当时分行中层干部从三个方案中选出，参照当时的香港中银大厦和北京中国银行总行大楼使用的方形平面与三角形块相结合的特点，并使用沙色石料和玻璃装饰。
大楼平面被分为四个三角形，自1层大堂起，与10层、18层和24层节节拔升形成四座三角形塔楼。每座塔楼顶部为45英尺高的倾斜天棚。

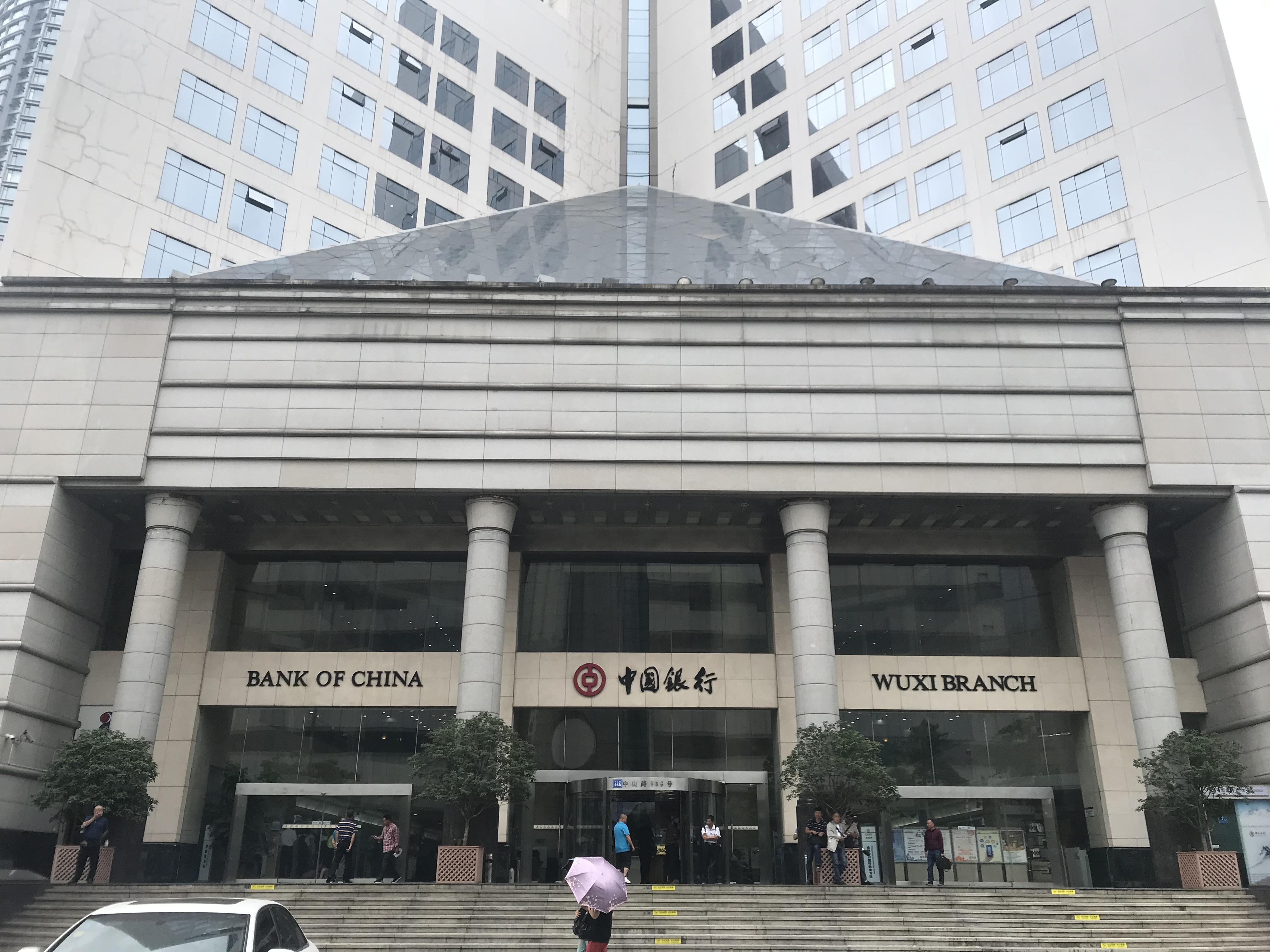
中银大厦的正门
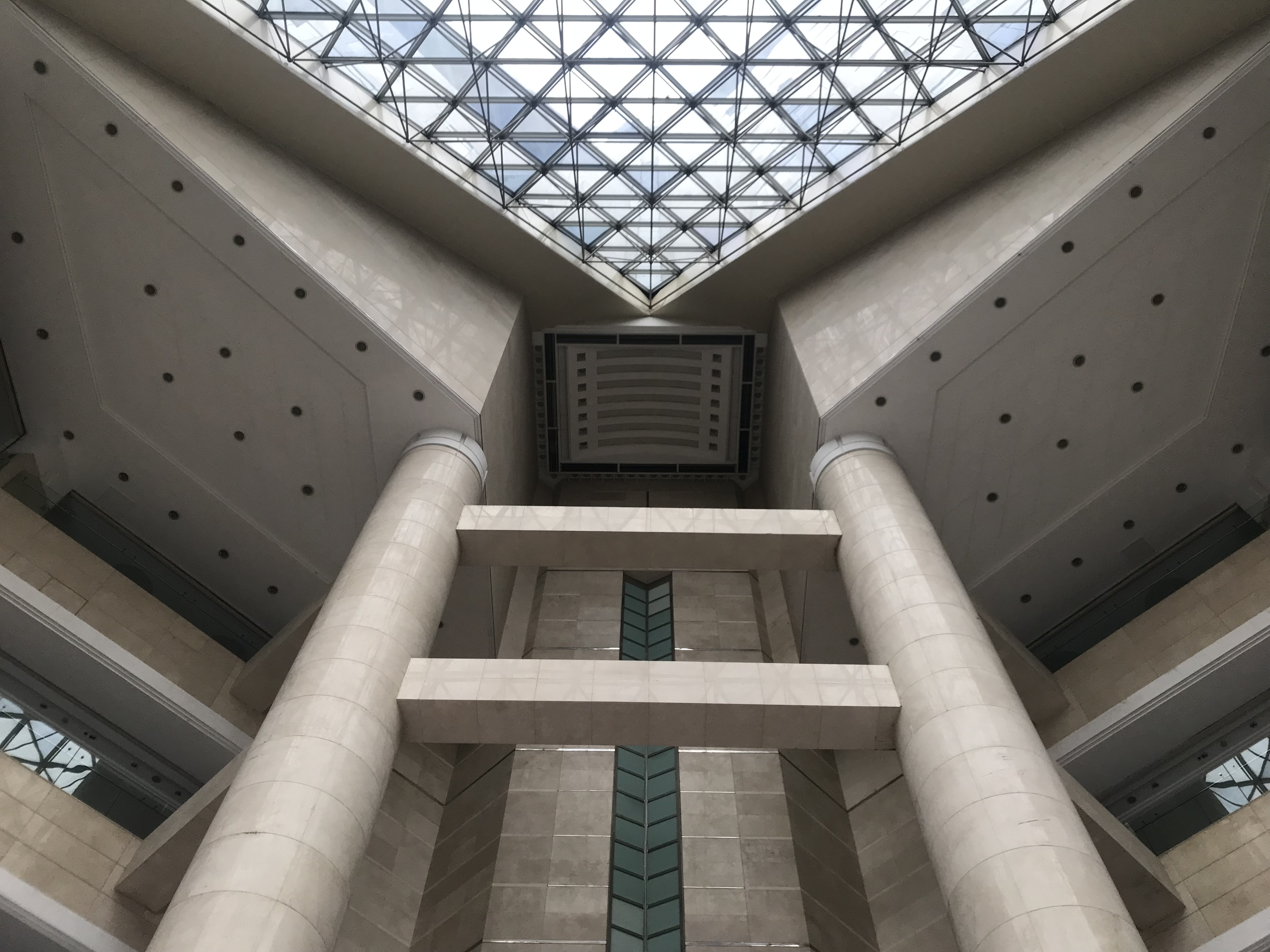
中庭内景
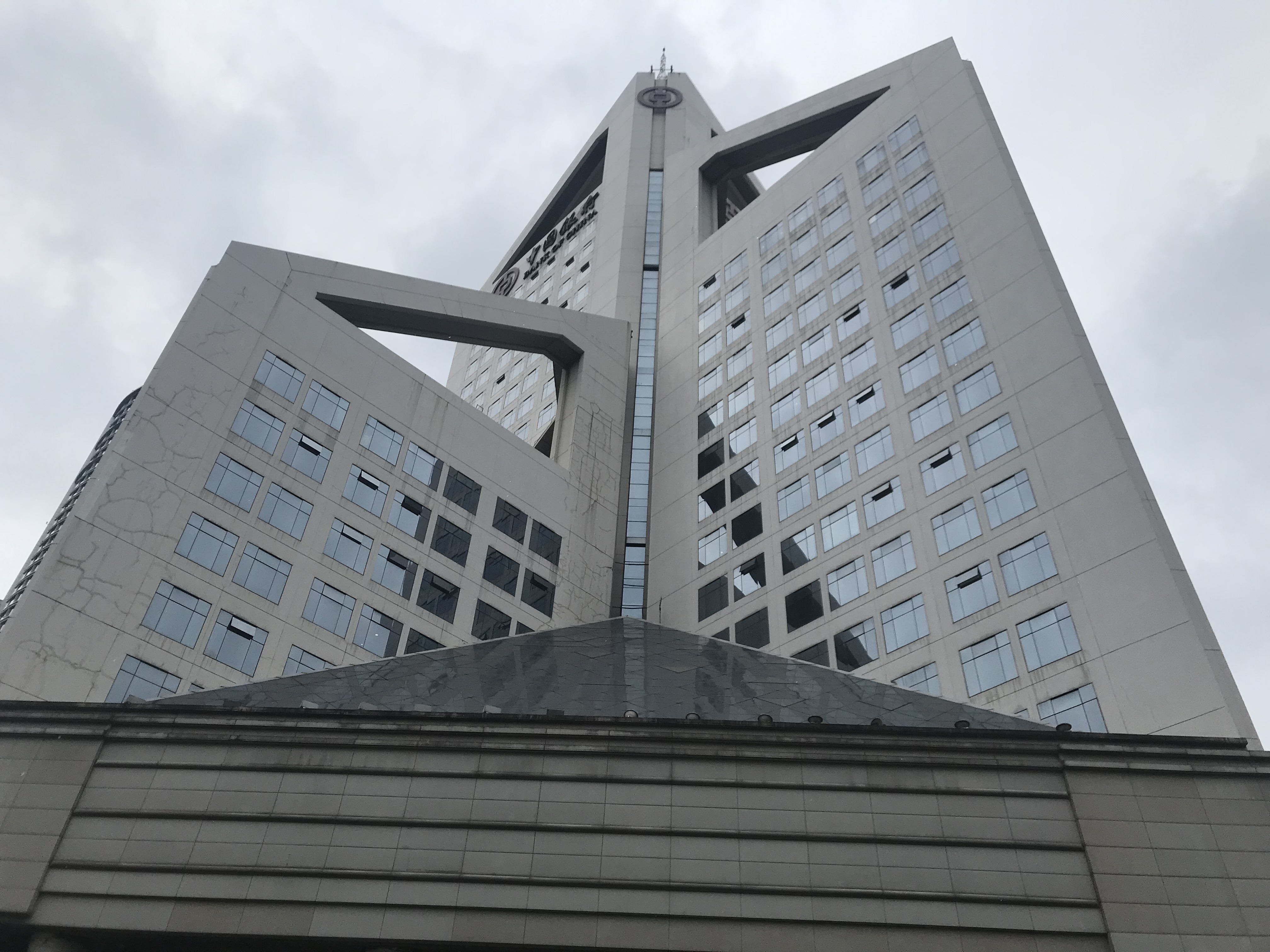
中银大厦的远景
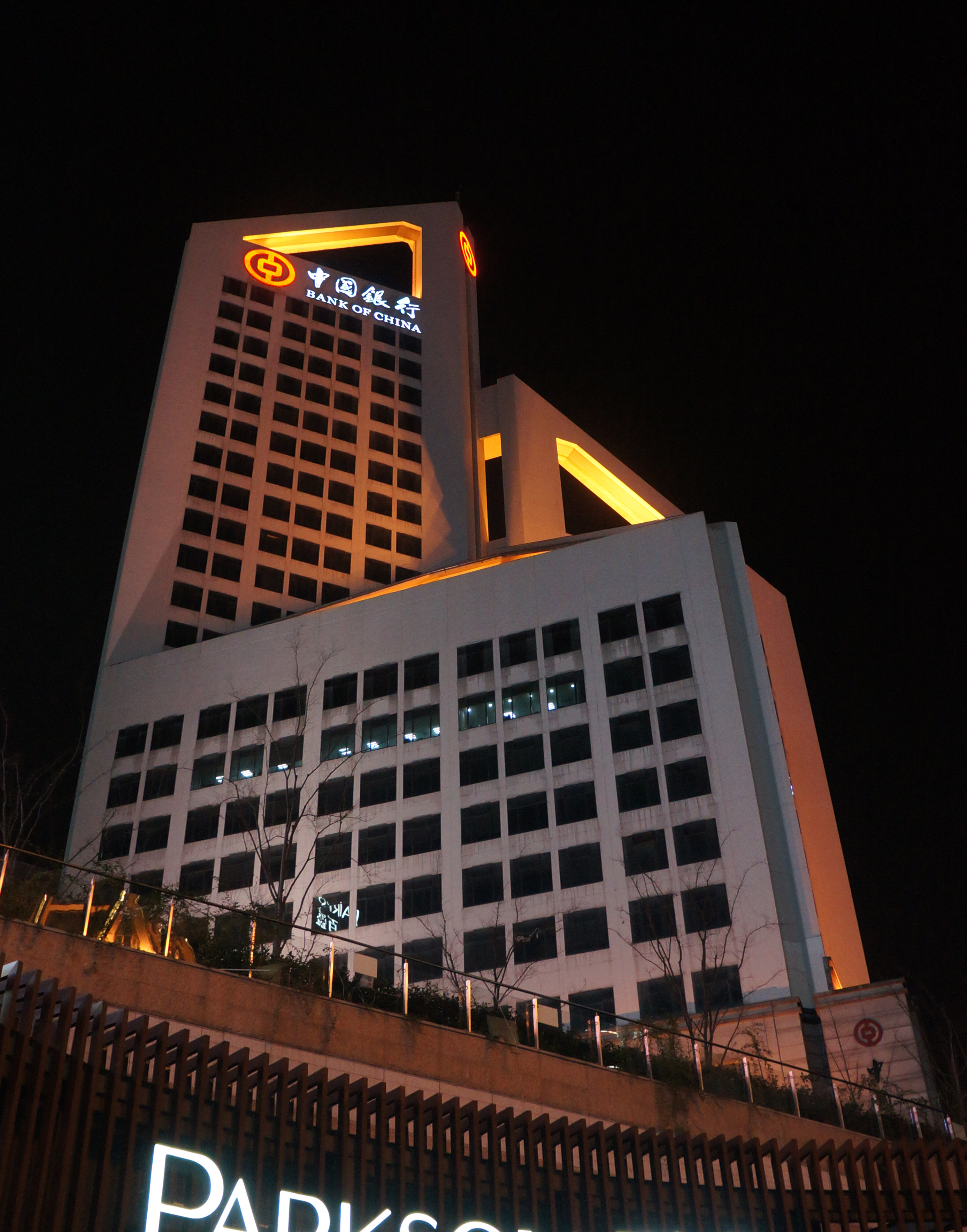
中银大厦的夜景
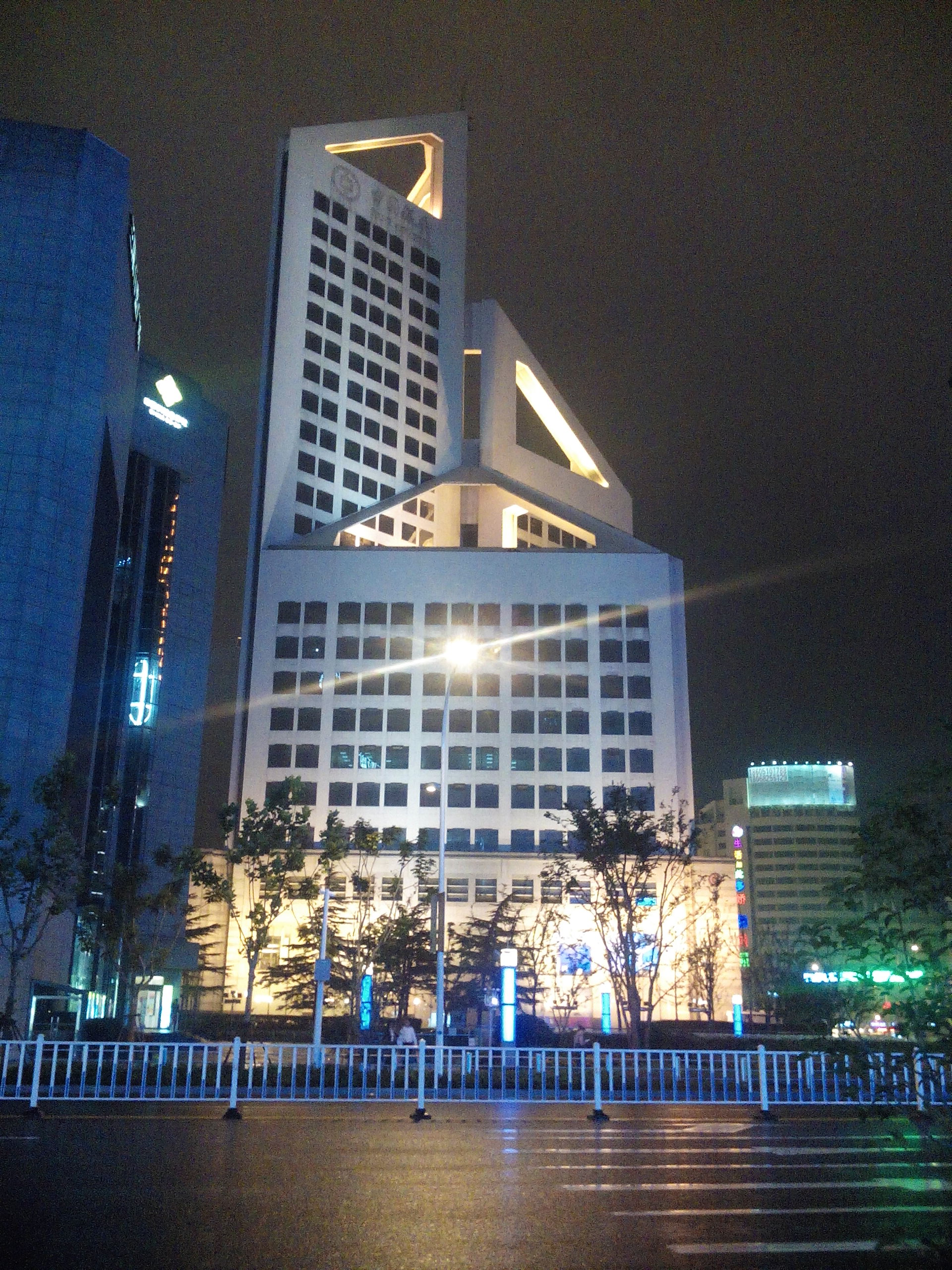
中银大厦的夜景